# Merkurturm
Der Merkurturm ist ein Aussichtsturm mit Sendeanlage auf dem 669 m ü. NHN hohen Berg Merkur bei Baden-Baden, nach dem er benannt wurde.

## Geschichte
Der Turm wurde in der Mitte des 19. Jahrhunderts auf dem höchsten Punkt des Merkur errichtet. Seit dem 8. April 1950 dient er dem damaligen SWF (heute SWR) auch als Sendeturm zur Verbreitung von Hörfunkprogrammen im UKW-Bereich und seit 1953 als Standort eines Fernsehsenders. Ende der 1970er-Jahre wurde der Turm grundlegend saniert. In diesem Zusammenhang wurden auch die dort untergebrachten funktechnischen Einrichtungen erweitert. Neben einem unterirdischen Betriebsraum wurde auf der dem Oostal abgewandten Seite ein Stahlbetonanbau errichtet, der mit dem Aussichtsturm eine Einheit bildet. In dieser Erweiterung wurde unter anderen auch ein Besucheraufzug installiert, der zur 23 m hohen Aussichtsplattform führt. Der Anbau, mit dessen Errichtung im Herbst 1980 begonnen wurde und der im Dezember 1982 seiner Bestimmung übergeben wurde, ist eine 23 m hohe Stahlbetonkonstruktion, die auf ihrer Spitze einen 40 m hohen Antennenträger mit Sendeantennen für Hörfunk und ehemals TV trägt und somit eine Gesamthöhe von 63 m besitzt. Am Mast sind auch Richtfunkantennen, unter anderem für SWR-interne Verbindungen, angebracht.

## Frequenzen und Programme

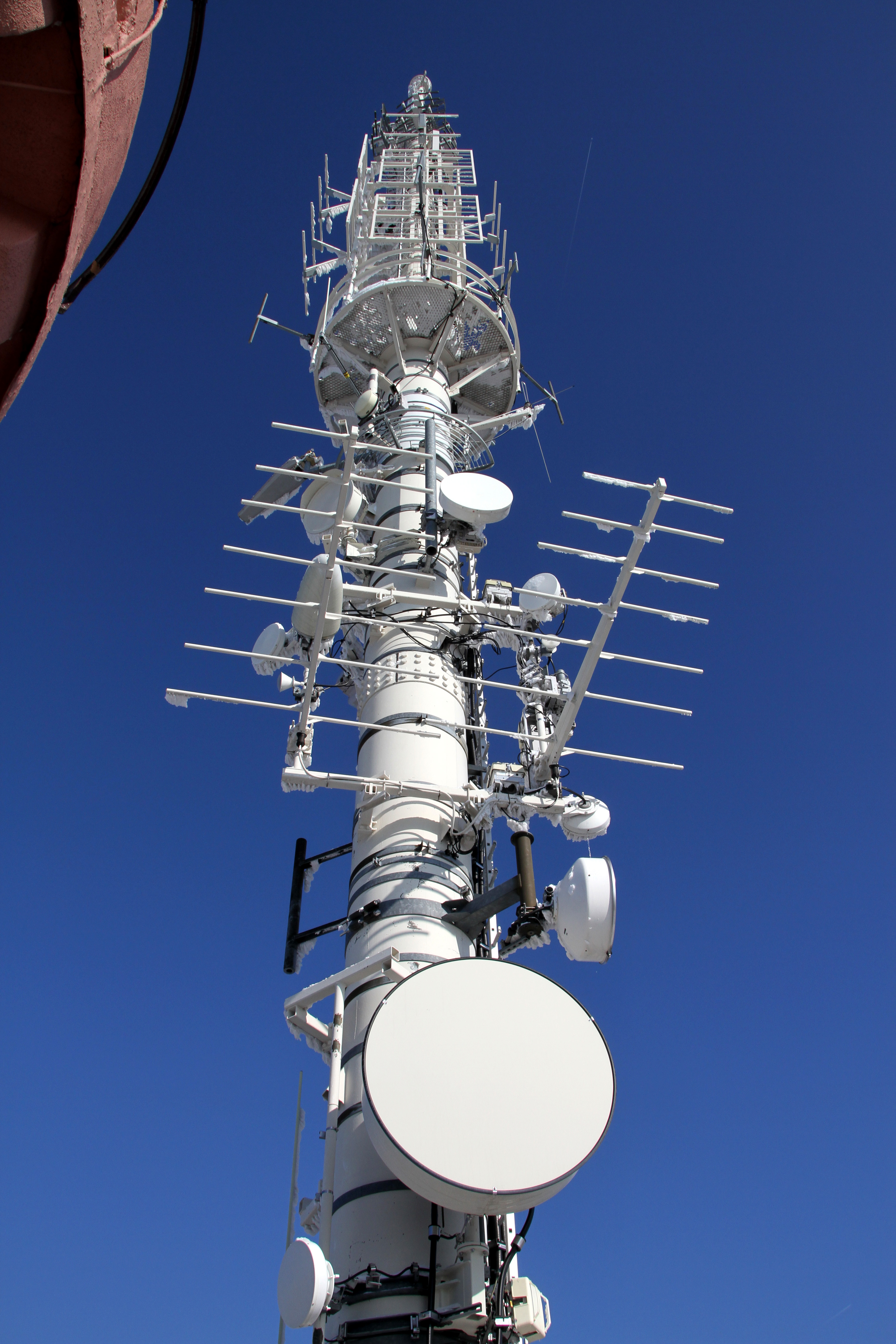
Antennen auf dem Merkurturm

Über den Sendemast am Merkurturm werden digitales Radio (DAB/DAB+) und analoges Radio (UKW) verbreitet. Bis zur Umstellung auf DVB-T im Jahr 2007 wurde auch analoges Fernsehen (PAL) gesendet. Terrestrisches Fernsehen für die Region kommt seitdem vom Fremersberg.

### Analoges Radio (UKW)
Beim Antennendiagramm sind im Falle gerichteter Strahlung die Hauptstrahlrichtungen in Grad angegeben.
| Frequenz (MHz) | Programm               | RDS PS                     | RDS PI                | Regionalisierung  | ERP (kW) | Antennendiagramm rund (ND)/gerichtet (D) | Polarisation horizontal (H)/vertikal (V) |
| -------------- | ---------------------- | -------------------------- | --------------------- | ----------------- | -------- | ---------------------------------------- | ---------------------------------------- |
| 88,5           | SWR4 Baden-Württemberg | SWR4_KA_                   | D804                  | Baden-Radio       | 0,8      | D (180°-210°)                            | H                                        |
| 90,9           | SWR1 Baden-Württemberg | SWR1_BW_                   | D301                  | –                 | 0,8      | D (180°-210°)                            | H                                        |
| 98,9           | SWR Kultur             | SWR_Kult                   | D3A2                  | Baden-Württemberg | 0,8      | D (180°-210°)                            | H                                        |
| 99,6           | SWR3                   | __SWR3__                   | D3A3                  | Baden/Kurpfalz    | 0,4      | D (180°-210°)                            | H                                        |
| 100,9          | die neue welle         | die_neue/_welle__/regional | D30C, D40C (regional) | Baden-Baden       | 0,8      | ND                                       | H                                        |

### Digitales Radio (DAB/DAB+)
| Block                  | Programme (Datendienste) | ERP (kW)   | Antennen- diagramm rund (ND), gerichtet (D) | Polarisation horizontal (H)/ vertikal (V) | Gleichwellennetz (SFN) |
| ---------------------- | --- | ---------- | ------------------------------------------- | ----------------------------------------- | --- |
| 9D SWR BW N (D__00234) | DAB+ Block des SWR - SWR1 BW (112 kbps) - SWR Kultur (128 kbps) - SWR3 (Rheinland bis Bodensee) (112 kbps) - SWR4 HN (Studio Heilbronn) (112 kbps) - SWR4 KA (Studio Karlsruhe) (112 kbps) - SWR4 MA (Studio Mannheim) (112 kbps) - SWR4 S (Studio Stuttgart) (112 kbps) - SWR4 UL (Studio Ulm) (112 kbps) - SWR Aktuell (72 kbps) - DASDING (112 kbps) - EPG (24 kbps) - TPEG (16 kbps)                                               | 5          | ND                                          | V                                         | Aalen, Baden-Baden (Merkur), Bad Mergentheim (Am Kettenwald), Buchen (Odenwald), Ettlingen (Wattkopf), Hardberg, Heidelberg (Königstuhl), Heidenheim-Osterholz, Heilbronn (Weinsberg), Herbrechtingen, Langenbrand, Mannheim-Oststadt, Mühlacker, Murgtal (Draberg), Geislingen (Oberböhringen), Schwäbisch Gmünd, Stuttgart (Fernsehturm), Stuttgart (Funkhaus), Waldenburg (Friedrichsberg), Wertheim |
| 11B OAS BW (D__00201)  | DAB+-Multiplex der ON AIR support GmbH: - Antenna BW (72 kbps) - Antenne 1 (72 kbps) - baden.fm (72 kbps) - bigFM (72 kbps) - Die Neue 107.7 (72 kbps) - die neue welle (72 kbps) - Energy Stuttgart (72 kbps) - Donau 3 FM (72 kbps) - egoFM (72 kbps) - Hitradio Ohr (72 kbps) - Radio 7 (72 kbps) - Radio Regenbogen (72 kbps) - Rock FM (72 kbps) - Das Neue Radio Seefunk (72 kbps) - Radio Teddy (72 kbps) - Radio Ton (72 kbps) | 1 (max. 5) | ND                                          | V                                         | Aalen, Alpirsbach, Bad Mergentheim, Baden-Baden (Merkur), Baiersbronn, Blauen, Brandenkopf, Donaueschingen, Freiburg (Schönberg), Forbach, Geislingen (Oberböhringen), Heidelberg (Königstuhl), Heilbronn (Schweinsberg), Hochrhein (Rickenbach), Hornisgrinde, Karlsruhe (Grünwettersbach), Kempten, Kreuzwertheim, Lahr (Schutterlindenberg), Langenburg, Mudau, Pfänder, Pforzheim (Langenbrand), Raichberg, Ravensburg (Höchsten), Reutlingen, Schramberg/Sulgen-Süd, Stuttgart (Frauenkopf), Tuttlingen (Witthoh), Ulm (Kuhberg) |

### Analoges Fernsehen (PAL)
Vor der Umstellung auf DVB-T diente der Sendestandort weiterhin für analoges Fernsehen:
| Kanal | Frequenz (MHz) | Programm                        | ERP (kW) | Sendediagramm rund (ND)/ gerichtet (D) | Polarisation horizontal (H)/ vertikal (V) |
| ----- | -------------- | ------------------------------- | -------- | -------------------------------------- | ----------------------------------------- |
| 7     | 189,25         | Das Erste (SWR)                 | 0,32     | D                                      | H                                         |
| 26    | 511,25         | ZDF                             | 0,15     | ND                                     | H                                         |
| 47    | 679,25         | B.TV                            | 0,02     | D                                      | H                                         |
| 57    | 759,25         | SWR Fernsehen Baden-Württemberg | 0,15     | ND                                     | H                                         |